# Монмаут Џанкшон (Њу Џерзи)
Монмаут Џанкшон (енгл. Monmouth Junction) насељено је место без административног статуса у америчкој савезној држави Њу Џерзи.

## Демографија
По попису из 2010. године број становника је 2.887, што је 166 (6,1%) становника више него 2000. године.
| Група             | 2000.         | 2010.         |
| Белци             | 1.972 (72,5%) | 1.568 (54,3%) |
| Афроамериканци    | 193 (7,1%)    | 174 (6,0%)    |
| Азијати           | 394 (14,5%)   | 950 (32,9%)   |
| Хиспаноамериканци | 113 (4,2%)    | 143 (5,0%)    |
| Укупно            | 2.721         | 2.887         |